# Иван Абаджиев (политик)
Вижте пояснителната страница за други личности с името Иван Абаджиев.
Иван Стефанов Абаджиев е български политик, държавен и стопански деец.
Член на БКП от 1950 г. През 1958 – 1964 г. е първи секретар на ЦК на ДКМС. От 1964 до 1967 г. е първи секретар на ОК на БКП в Сливен, а от 1967 г. е първи секретар на ОК на БКП във Враца. Член на ЦК на БКП (от 1962), кандидат-член на Политбюро на ЦК на БКП (1966 – 1971), секретар на ЦК на БКП от 1971 г.
Дълги години е дипломат в Букурещ и Тунис. Основател е на Политически клуб „Единство“. Народен представител е между 1962 и 1976 година.
Свекър на Цветелина Бориславова – бившата партньорка на лидера на партия ГЕРБ и министър-председател Бойко Борисов.